# 京成自動車工業
京成自動車工業株式会社（けいせいじどうしゃこうぎょう、英文社名：Keisei Motors Ltd. ）は、千葉県市川市に本社を置く京成グループのコーチビルダー。略称は京成自工（けいせいじこう）。
特装車メーカーとして、各種検診車やレントゲン車および、特殊救急車などの医療防疫車、放送中継車や衛星中継車、イベントカーなどの設計・製造を行う。特に放送中継車は日本国内の車両をほとんど手がける。
かつては親会社の京成電鉄（現：京成バス）を中心にバス車体の製造も行っており、自社設計の車体のほか西日本車体工業のライセンス車体も製造していた。
なお、本社前の京成電鉄（現：京成バス千葉ウエスト）のバス停留所名は、かつては「京成自工前」であったが、1985年に本社の向かい側に市川市文化会館が開館すると同時に「文化会館」に改称された。

## 沿革
- 1944年（昭和19年）7月 - 京成自動車工業株式会社として創立
- 1947年（昭和22年）4月 - バス車体および、宣伝車・広報車、電源車などの特装車の生産開始
- 1952年（昭和27年）3月 - 放送中継車の生産開始
- 1959年（昭和34年）10月 - 工場を千葉県市川市東大和田に移転
- 1960年（昭和35年）11月 - 日本初の子宮がん検診車製作に着手
- 1961年（昭和36年） - 西日本車体工業と技術提携
- 1966年（昭和41年）9月 - 本社を千葉県市川市東大和田に移転
- 1969年（昭和44年）8月 - バス車体製造から撤退、特装車架装専門となる 最終製造に近い分を静岡鉄道に納入した
- 1979年（昭和54年）9月 - 日本初の脊椎側彎症X線検診車を製作
- 1990年（平成2年）9月 - 有限会社サーモテックス設立、車載用空調機の生産開始
- 1991年（平成3年）7月 - 市川市消防局向けに、日本初の高規格救急車を製作
- 1994年（平成6年）8月 - 特殊救急車スーパーアンビュランス1号車（ベッド数8床）製作
- 1994年（平成6年）8月 - 日本初のCTスキャン検診車を製作
- 1999年（平成11年）10月 - 京成グループ「BMK推進運動」開始
- 2004年（平成16年）2月 - ISO 9001:2000（品質マネジメントシステム）認証取得
- 2005年（平成17年）8月 - ISO 14001:2004（環境マネジメントシステム）認証取得
- 2007年（平成19年）6月 - 有限会社サーモテックス、株式会社サーモテックステクニカルに社名変更
- 2009年（平成21年）12月 - ISO 9001:2008（品質マネジメントシステム）認証取得 改定
- 2014年（平成26年）7月 - 創立70周年を迎える

## バス車体製造

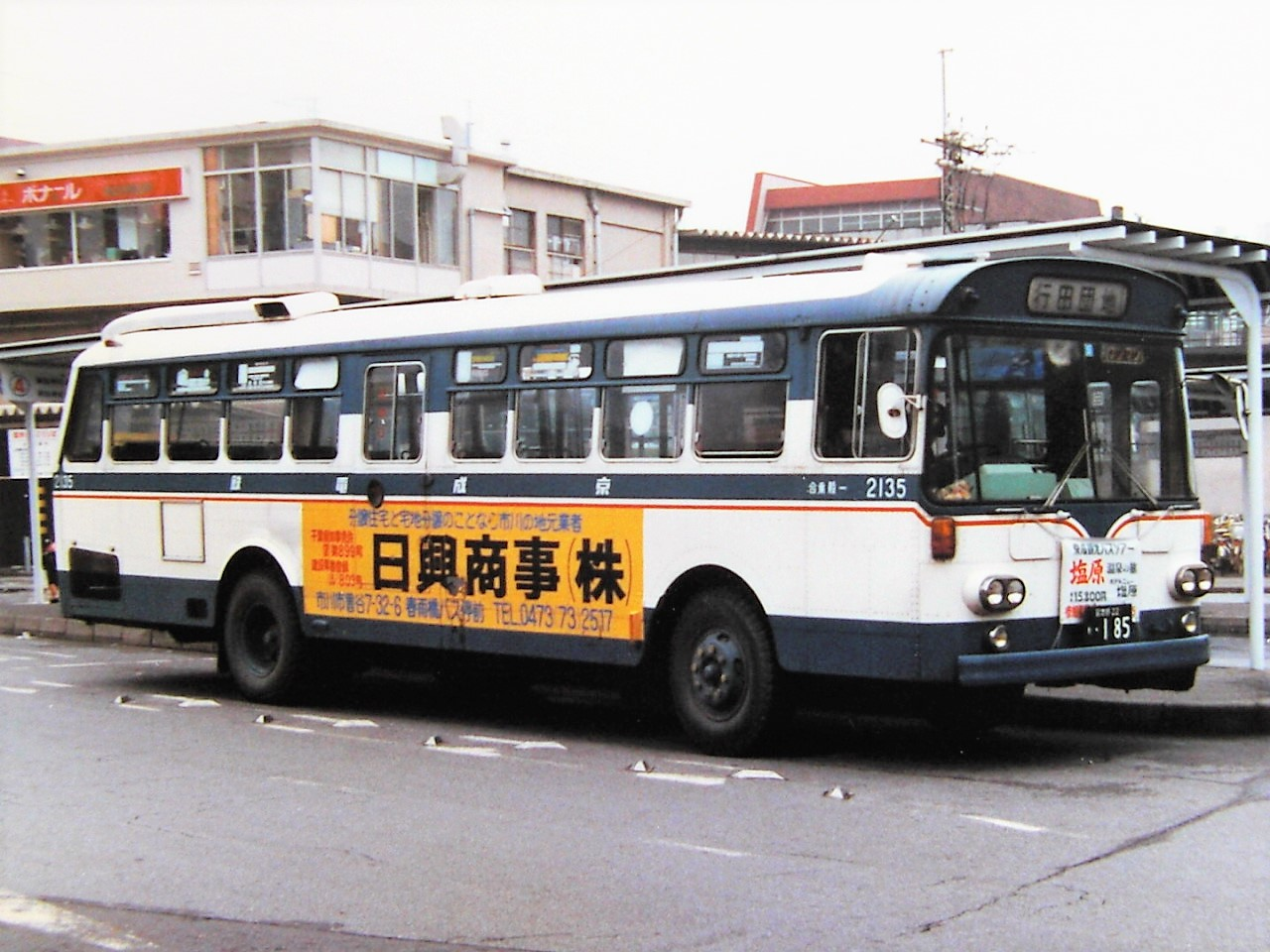
京成車体架装のいすゞBU10型
京成電鉄（現：京成バス）、西船橋駅北口

1948年から1972年までの間はバス車体の製造を行っており、千葉県下のバス事業者（特に京成グループ）のみならず、はとバスや東京都交通局（都営バス）、静岡鉄道にも同社製造の車体を架装したバスが納入されていた。静岡鉄道には親会社の京成電鉄と並び多目に納入実績が有る。これらの車体は「京成車体」とも呼ばれた。
初期は自社設計の車体を架装しており、その中でも1963年に製造されたはとバスの車両は「スーパーデラックスバス」と称したガラス面積の大きい車両で、元来特殊車両を多数手がけていた京成自工の技術力が生かされたものといえる。
1961年には西日本車体工業（西工）と技術提携しており、1967年以降の京成自工製の車体は西日本車体工業のライセンス生産によるもので、通常の路線バス車体は西工車体とほぼ同型の外観となった。
京成電鉄（現：京成バス）に最後まで残存していた、京成車体架装のいすゞ・BU10が1987年に廃車となり、量産タイプの京成車体を架装したバスは過去のものとなった。しかしその後もファンタスティックバスの生産は、東京特殊車体（京王グループ）ほど目立たないもののいくつか手がけている。

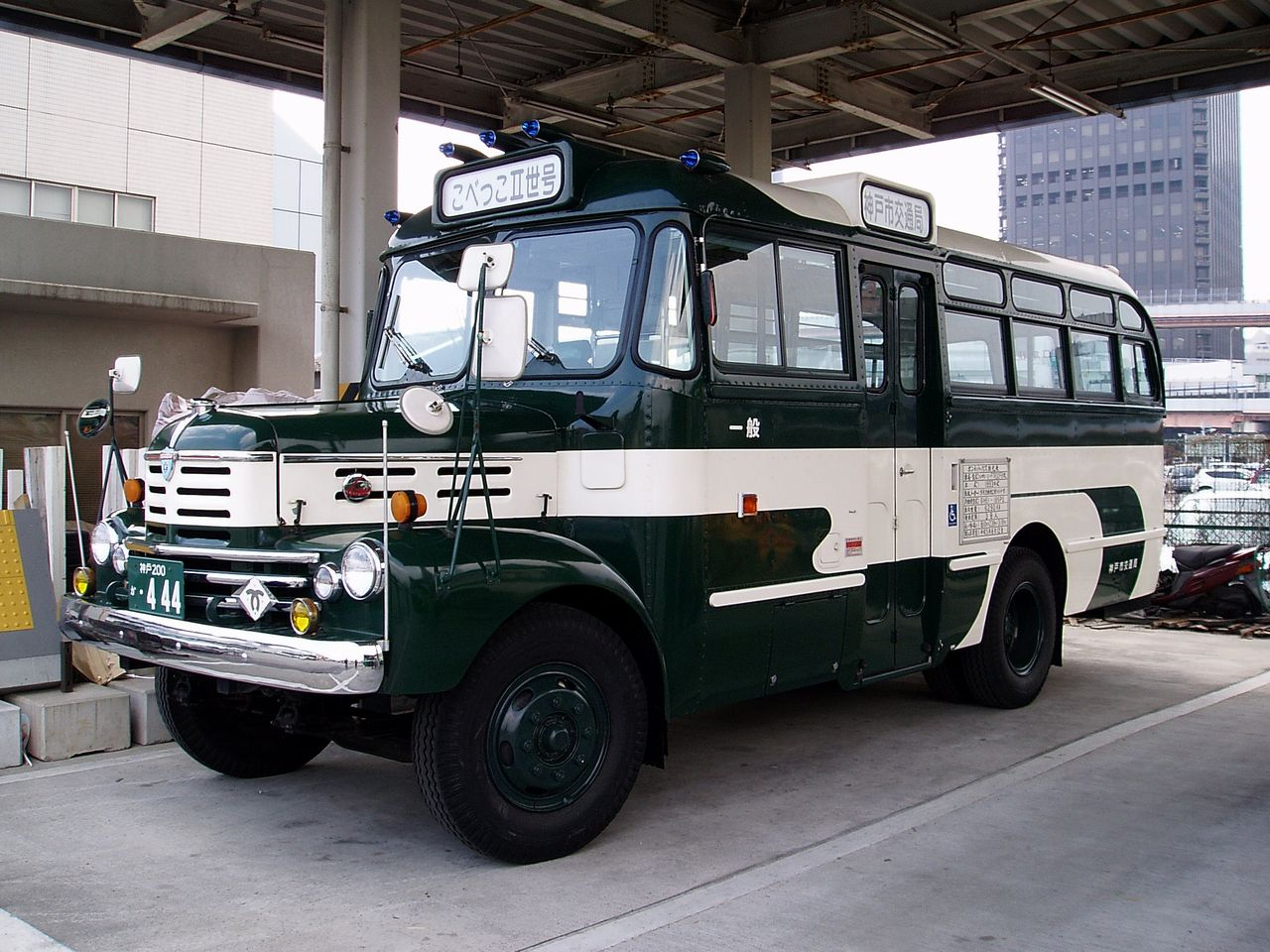
神戸市交通局のボンネットバス「こべっこII世号」レプリカ
ベース車：いすゞ・フォワード

特筆すべきものとして、ボンネットバスのレプリカ製造が挙げられる。これは神戸市交通局で保存されていたボンネットバス「こべっこ号」（いすゞ・BX131、1956年式）が、ディーゼル排出ガス規制により車検更新が不可能となったため、代替車両としていすゞ・フォワードをベースにレプリカ「こべっこII世号」（U-FTR32FB改）を製造することになったものである。京成自工が1993年5月に車体製造を受注し、1993年8月に納入した。現代の車両と違い平面的な部分が少なく、車体のほとんどが鈑金叩き出しとなっている。しかしその後「こべっこII世号」も排出ガス規制の対象となったため、2006年1月にディーゼルエンジンをCNG仕様に改造している。

## 特装車事業
主要取引先
- 放送中継車関連

池上通信機、ソニービジネスソリューション、東芝、日本放送協会、全国民間放送局および放送プロダクションなど
- 医療防疫車関連

日立メディコ、富士フイルムメディカル、各地方自治体および消防局、各社健康保険組合など
手がけた車両の一例

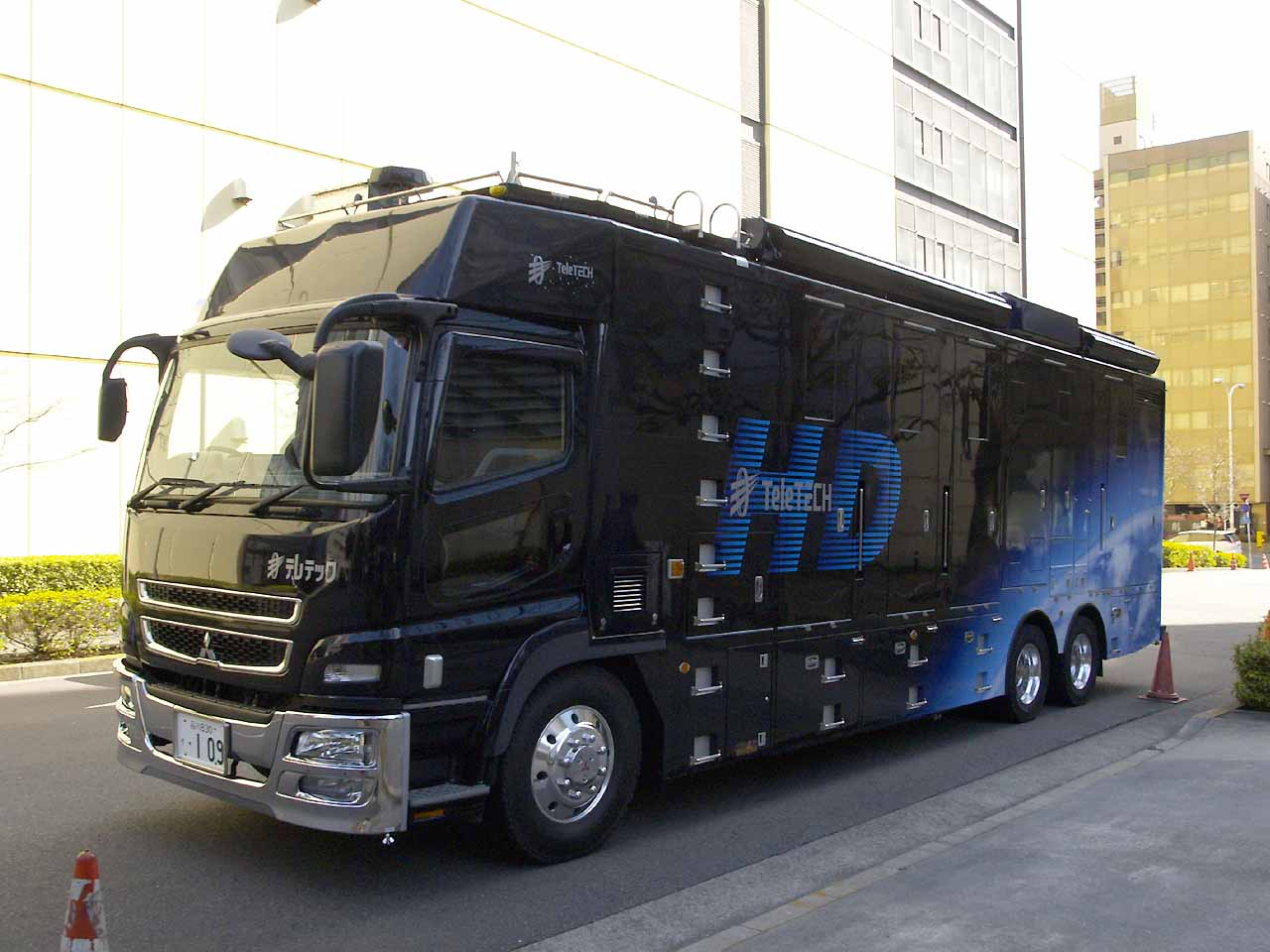
テレテックの大型中継車（ベース車：三菱ふそう・スーパーグレート）
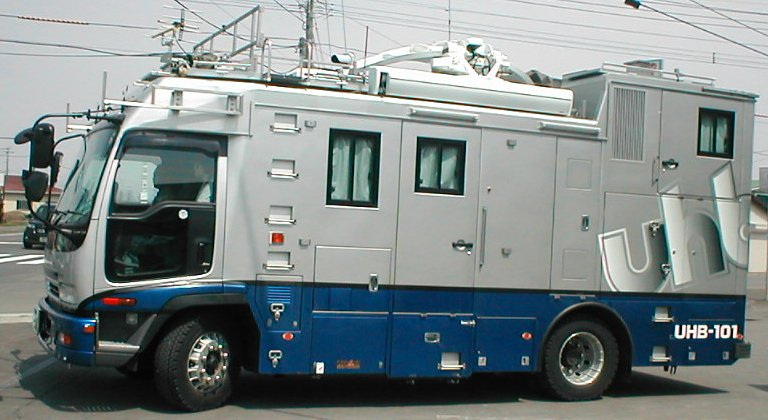
北海道文化放送のマラソン移動中継車（ベース車：いすゞ・フォワードマックス）
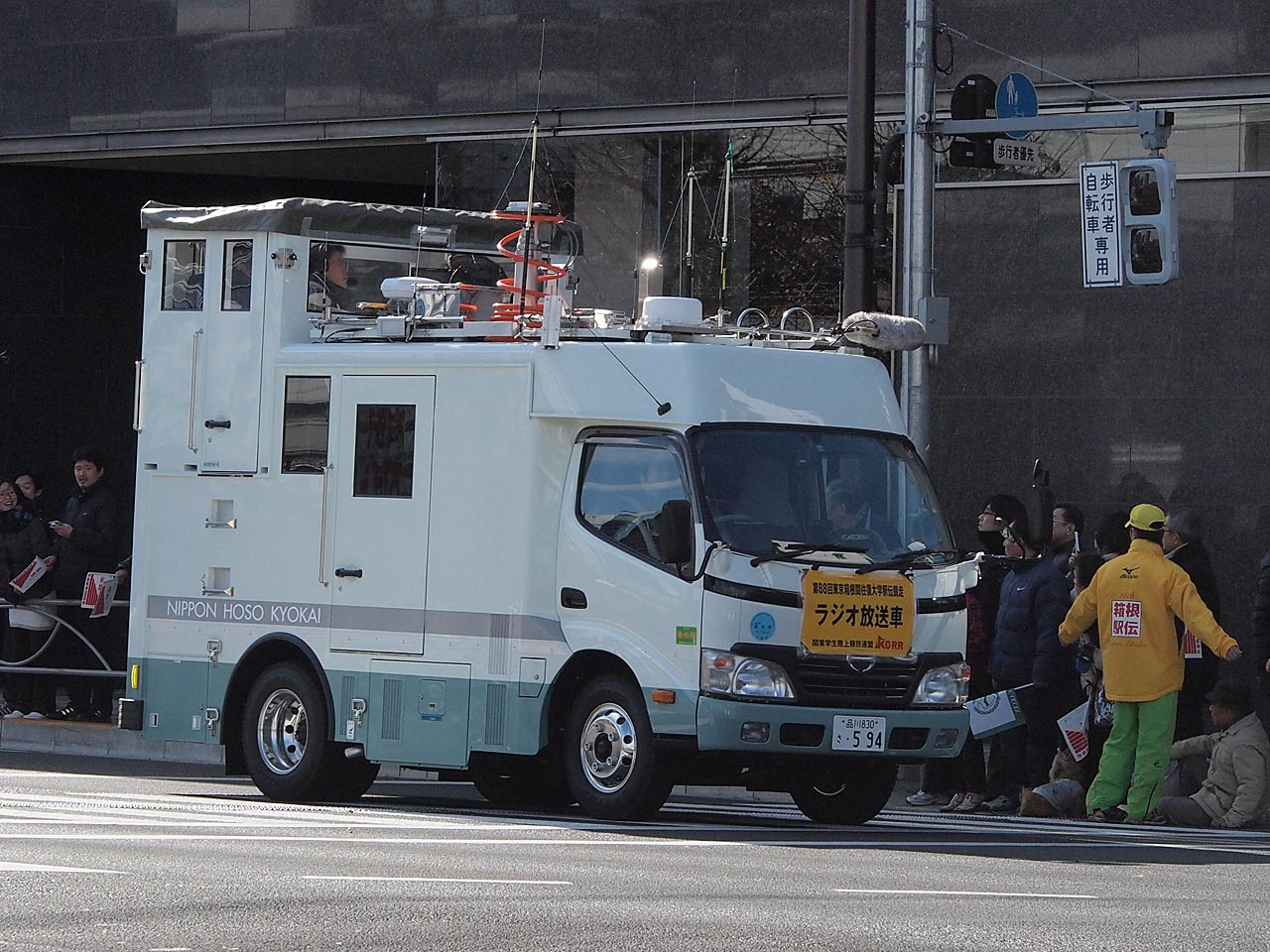
NHKのラジオ移動放送・中継車（ベース車：日野・デュトロ）
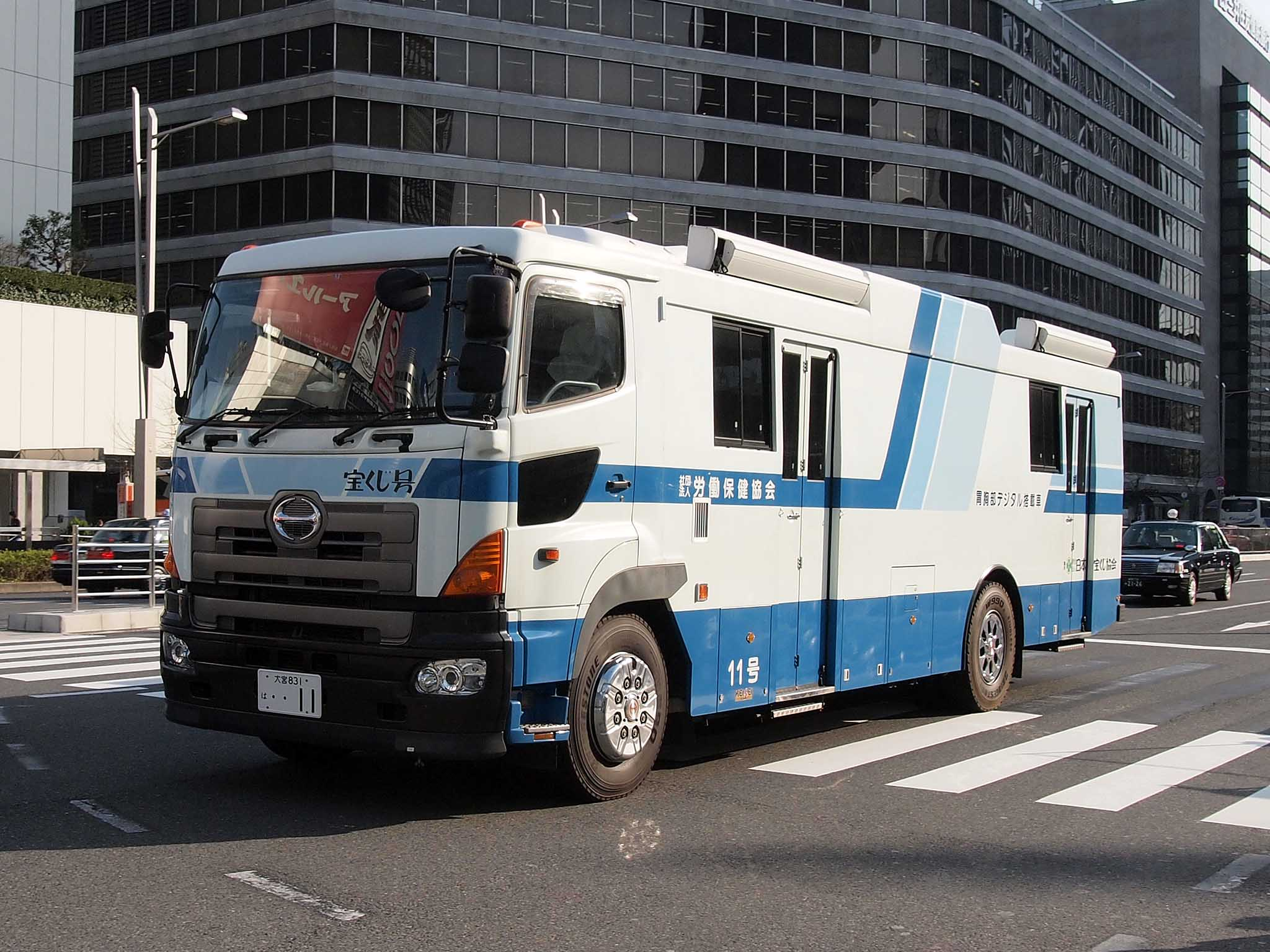
労働保健協会の胃胸部検診車（ベース車：日野・プロフィア）